# Пинто, Себастьян
Себастьян Андрес Пинто Перурера (исп. Sebastián Andrés Pinto Perurena; 5 февраля 1986, Сантьяго, Чили) — чилийский футболист, нападающий.

## Клубная карьера
Пинто — воспитанник клуба «Универсидад де Чили». В 2005 году он дебютировал за основной состав в чилийской Примере. В дебютном сезоне Себастьян не часто проходил в основной состав, поэтому в 2006 году он на правах аренды выступал за «Кобрелоа». В 2008 году Пенто покинул родину и следующие пару лет безуспешно пытался закрепиться в бразильском «Сантосе» и аргентинском «Годой-Крус». Летом 2009 года Себастьян вернулся в Чили подписав контракт с «Аудакс Итальяно». 4 октября в матче против «О’Хиггинс» он дебютировал за новую команду. 26 января 2010 года в поединке против «Ньюбленсе» Пинто забил свой первый гол за «Аудакс Итальяно».
В начале 2011 года Себастьян перешёл в итальянский «Варезе». 5 февраля в матче против «Альбинолеффе» он дебютировал в итальянской Серии B.
Летом того же года Пинто вернулся на родину, присоединившись к «О’Хиггинс». 30 июля в матче против «Унион Сан-Фелипе» он дебютировал за новую команду. 13 августа в поединке против «Палестино» Себастьян забил свой первый гол за «О’Хиггинс». 27 ноября в матче против «Уачипато» Пинто сделал «покер». В 14 матчах Себастьян забил 13 мячей став лучшим бомбардиром команды. В начале 2012 года Пинто перешёл в турецкий «Бурсаспор». 21 января в матче против «Сивасспора» он дебютировал в турецкой Суперлиге. 25 января в поединке против «Генчлербирлиги» Себастьян забил свой первый гол за «Бурсаспор».
Летом 2014 года на правах свободного агента Пинто перешёл в колумбийский «Мильонариос». 12 октября в матче против «Индепендьенте Медельин» он дебютировал в Кубке Мустанга. 26 октября в поединке против «Альянса Петролера» Себастьян забил свой первый гол за «Мильонариос». В начале 2015 года Пинто вернулся в «О’Хиггинс». Через полгода Себастьян перешёл в «Эскишехирспор». В матче против «Антальяспора» он дебютировал за новый клуб. 7 декабря в поединке против «Трабзонспора» Пинто забил свой первый гол за «Эскишехирспор».
Летом 2016 года Себастьян перешёл в «Кильмес». 18 октября в матче против «Унион Санта-Фе» он дебютировал за новую команду. В начале 2017 года Пинто вернулся на родину в «Палестино». 11 марта в матче против «Депортес Икике» он дебютировал за новую команду. 6 мая в поединке против своего бывшего клуба «О’Хиггинс» Себастьян забил свой первый гол за «Палестино».

## Международная карьера
22 декабря 2011 года в товарищеском матче против сборной Парагвая Пинто дебютировал за сборную Чили. В этом же поединке он сделал хет-трик, забив свои первые голы за национальную команду.

### Голы за сборную Чили
| #   | Дата            | Место                       | Противник | Результат | Счет | Соревнование      |
| --- | --------------- | --------------------------- | --------- | --------- | ---- | ----------------- |
| 01. | 21 декабря 2011 | Ла Портада, Ла-Серена, Чили | Парагвай  | 1:0       | 3:2  | Товарищеский матч |
| 02. | 29 мая 2016     | Ла Портада, Ла-Серена, Чили | Парагвай  | 2:2       | 3:2  | Товарищеский матч |
| 03. | 8 июня 2016     | Ла Портада, Ла-Серена, Чили | Парагвай  | 3:2       | 3:2  | Товарищеский матч |